# Dascia
Dascia é um gênero de mariposa pertencente à família Acrolepiidae.